# Europees kampioenschap volleybal mannen 2017
Het Europees kampioenschap volleybal mannen 2017 wordt in augustus 2017 georganiseerd in Polen. Rusland won de finale van Duitsland met 3–2 en werd daarmee Europees kampioen voor de veertiende keer.

## Opzet
De top-6 van het vorige EK plaatsten zich rechtstreeks voor het toernooi in 2017. Polen is als gastland al gekwalificeerd. Daar komen nog negen landen bij die zich via kwalificatietoernooien voor dit EK hebben gekwalificeerd. In de eerste ronde worden de zestien deelnemende ploegen onderverdeeld in vier groepen. De winnaars van elke groep plaatsen zich direct voor de kwartfinale, de nummers 2 en 3 plaatsen zich voor de play-off ronde. De winnaars van de play-off plaatsen zich ook voor de kwartfinale.

## Gekwalificeerde teams
| Gastland | Via EK 2015                                        | Groepswinnaars                                        | Via play-off           |
| -------- | -------------------------------------------------- | ----------------------------------------------------- | ---------------------- |
| Polen    | Frankrijk Slovenië Italië Bulgarije Rusland Servië | Duitsland Finland België Slowakije Nederland Tsjechië | Turkije Spanje Estland |

## Speelsteden
- Warschau
- Gdańsk
- Szczecin
- Katowice
- Krakau

## Eindtoernooi

### Groepsfase

#### Groep A

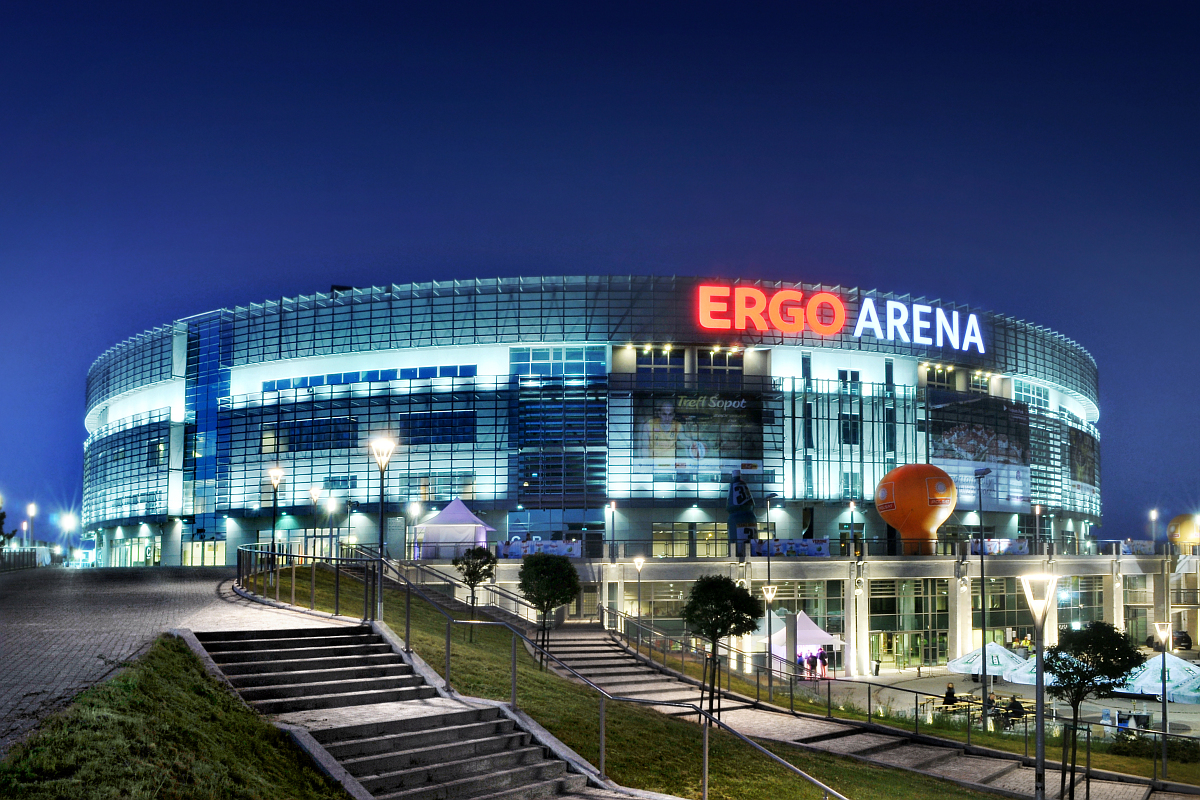
Ergo Arena

Groep A speelt zijn wedstrijden in de Ergo Arena die tussen Sopot en Gdańsk ligt. De hal biedt plaats aan ruim  11.000 toeschouwers. De eerste wedstrijd in de groep, en de openingsceremonie, vindt plaats in het Nationale stadion in Warschau (62.640 toeschouwers).
|      |         |     | Wedstrijden | Wedstrijden | Sets | Sets |              |
| Rank | Team    | Pts | W           | L           | W    | L    | Kwalificatie |
| ---- | ------- | --- | ----------- | ----------- | ---- | ---- | ------------ |
| 1    | Servië  | 8   | 3           | 0           | 9    | 2    | Kwartfinale  |
| 2    | Polen   | 6   | 2           | 1           | 6    | 3    | Play-offs    |
| 3    | Finland | 2   | 1           | 2           | 3    | 8    | Play-offs    |
| 4    | Estland | 2   | 0           | 3           | 4    | 9    |              |

| Datum        |         | Score |         | Set 1 | Set 2 | Set 3 | Set 4 | Set 5 | Totaal  |
| ------------ | ------- | ----- | ------- | ----- | ----- | ----- | ----- | ----- | ------- |
| 24 aug 17:30 | Finland | 3–2   | Estland | 25–21 | 25–22 | 25–27 | 22–25 | 15–9  | 112–104 |
| 24 aug 20:30 | Polen   | 0–3   | Servië  | 22–25 | 22–25 | 20–25 |       |       | 64–75   |
| 26 aug 17:30 | Estland | 2–3   | Servië  | 23–25 | 25–16 | 25–21 | 20–25 | 12–15 | 105–102 |
| 26 aug 20:30 | Finland | 0–3   | Polen   | 23–25 | 21–25 | 19–25 |       |       | 63–75   |
| 28 aug 17:30 | Servië  | 3–0   | Finland | 25–20 | 25–18 | 34–32 |       |       | 84–70   |
| 28 aug 20:30 | Estland | 0–3   | Polen   | 21–25 | 24–26 | 22–25 |       |       | 67–75   |

#### Groep B

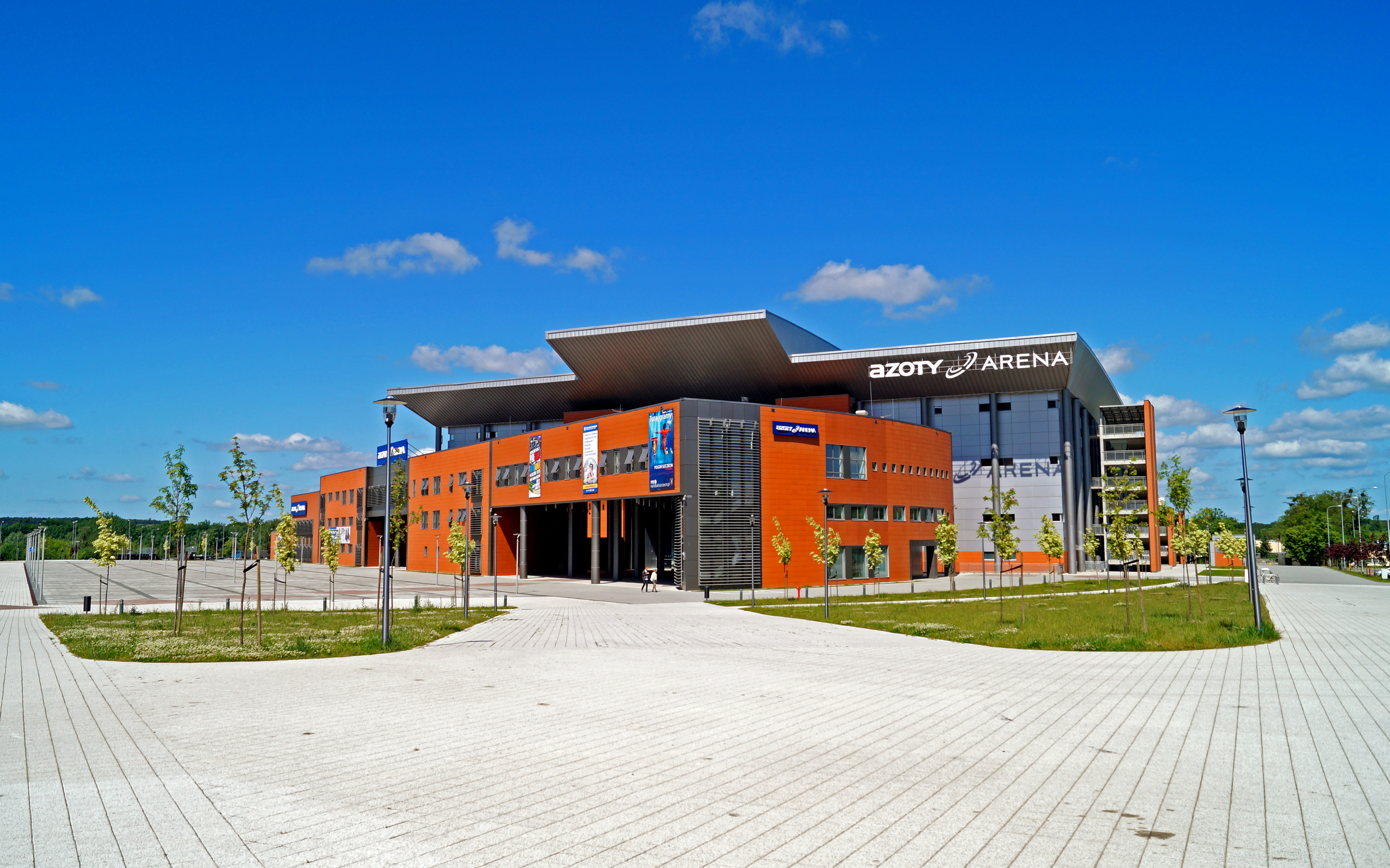
Arena Szczecin

De wedstrijden in groep B worden gespeeld in de Arena Szczecin die plaats biedt aan ruim 5.000 toeschouwers.
|      |           |     | Wedstrijden | Wedstrijden | Sets | Sets |              |
| Rank | Team      | Pts | W           | L           | W    | L    | Kwalificatie |
| ---- | --------- | --- | ----------- | ----------- | ---- | ---- | ------------ |
| 1    | Duitsland | 8   | 3           | 0           | 9    | 2    | Kwartfinale  |
| 2    | Italië    | 7   | 2           | 1           | 8    | 3    | Play-offs    |
| 3    | Tsjechië  | 3   | 1           | 2           | 3    | 7    | Play-offs    |
| 4    | Slowakije | 0   | 0           | 3           | 1    | 9    |              |

| Datum        |           | Score |           | Set 1 | Set 2 | Set 3 | Set 4 | Set 5 | Totaal |
| ------------ | --------- | ----- | --------- | ----- | ----- | ----- | ----- | ----- | ------ |
| 25 aug 17:30 | Tsjechië  | 3–1   | Slowakije | 25–19 | 28–30 | 25–16 | 25–17 |       | 103–82 |
| 25 aug 20:30 | Duitsland | 3–2   | Italië    | 25–22 | 21–25 | 19–25 | 25–19 | 15–8  | 105–99 |
| 27 aug 17:30 | Slowakije | 0–3   | Italië    | 14–25 | 19–25 | 20–25 |       |       | 53–75  |
| 27 aug 20:30 | Tsjechië  | 0–3   | Duitsland | 19–25 | 14–25 | 20–25 |       |       | 53–75  |
| 28 aug 17:30 | Slowakije | 0–3   | Duitsland | 18–25 | 24–26 | 23–25 |       |       | 65–76  |
| 28 aug 20:30 | Italië    | 3–0   | Tsjechië  | 27–25 | 28–26 | 26–24 |       |       | 81–75  |

#### Groep C

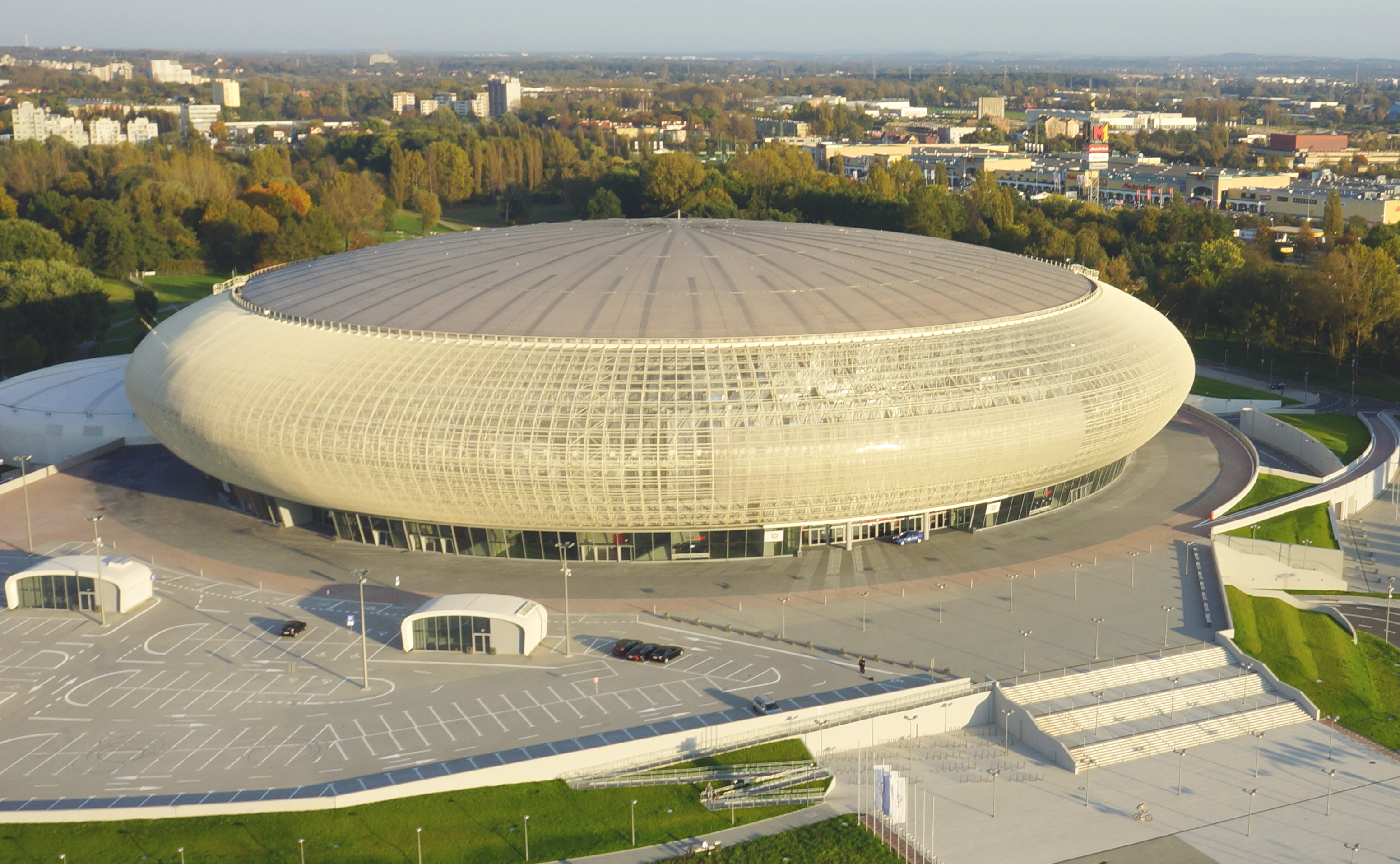
Tauron Arena

De groepswedstrijden in groep C worden gespeeld in de Tauron Arena in Krakau. De hal biedt plaats aan ruim 11.000 toeschouwers.
|      |           |     | Wedstrijden | Wedstrijden | Sets | Sets |              |
| Rank | Team      | Pts | W           | L           | W    | L    | Kwalificatie |
| ---- | --------- | --- | ----------- | ----------- | ---- | ---- | ------------ |
| 1    | Rusland   | 9   | 3           | 0           | 9    | 0    | Kwartfinale  |
| 2    | Bulgarije | 6   | 2           | 1           | 6    | 3    | Play-offs    |
| 3    | Slovenië  | 3   | 1           | 2           | 3    | 6    | Play-offs    |
| 4    | Spanje    | 0   | 0           | 3           | 0    | 9    |              |

| Datum        |           | Score |           | Set 1 | Set 2 | Set 3 | Set 4 | Set 5 | Totaal |
| ------------ | --------- | ----- | --------- | ----- | ----- | ----- | ----- | ----- | ------ |
| 24 aug 17:30 | Bulgarije | 0–3   | Rusland   | 23–25 | 20–25 | 19–25 |       |       | 62–75  |
| 24 sep 20:30 | Spanje    | 0–3   | Slovenië  | 25–27 | 15–25 | 16–25 |       |       | 56–75  |
| 26 aug 17:30 | Rusland   | 3–0   | Slovenië  | 27–25 | 30–28 | 25–22 |       |       | 82–75  |
| 26 aug 20:30 | Bulgarije | 3–0   | Spanje    | 25–51 | 28–26 | 25–21 |       |       | 78–62  |
| 28 aug 18:30 | Slovenië  | 0–3   | Bulgarije | 22–25 | 26–28 | 17–25 |       |       | 65–78  |
| 28 aug 20:30 | Rusland   | 3–0   | Spanje    | 25–19 | 25–13 | 25–23 |       |       | 75–55  |

#### Groep D

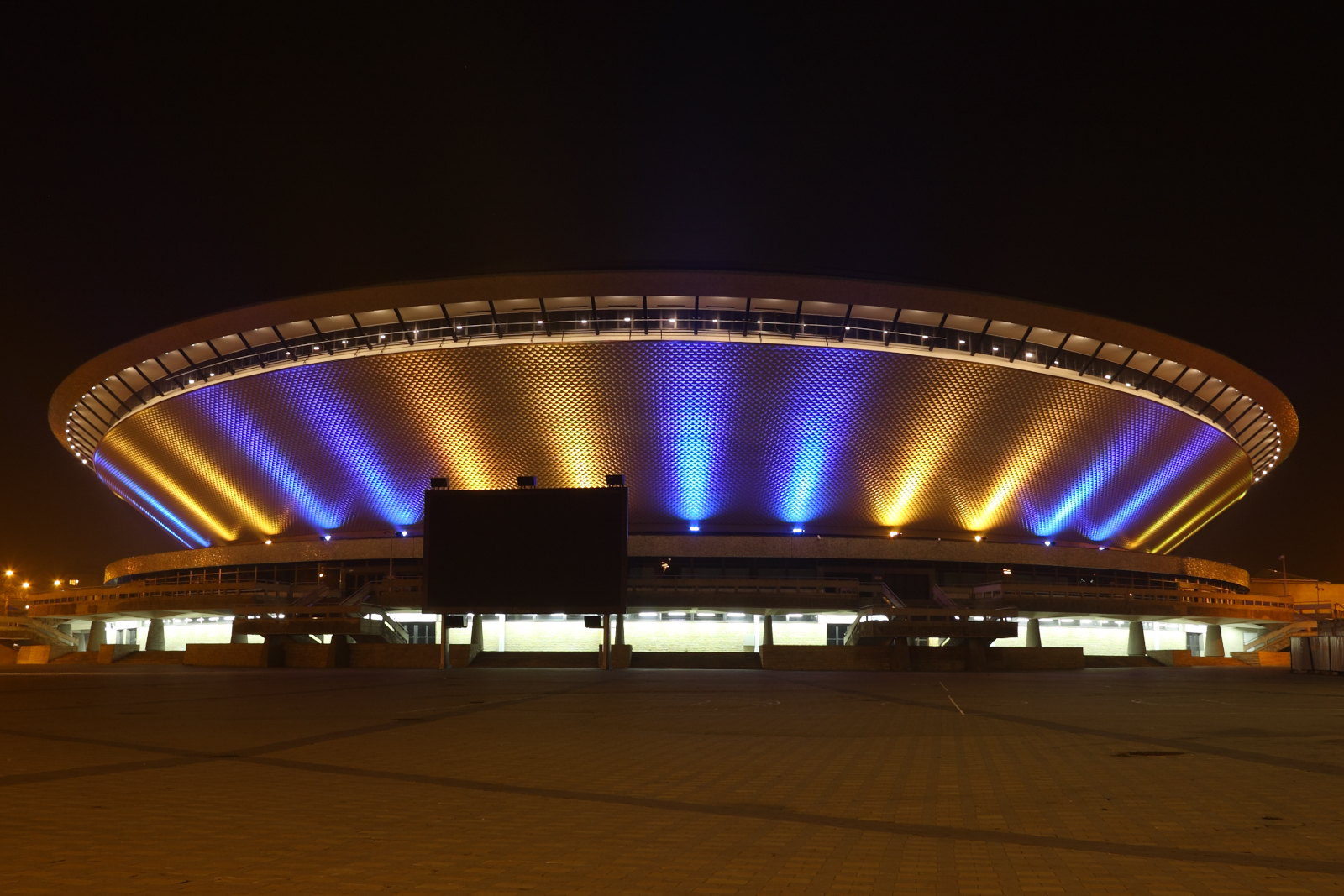
Spodek

De wedstrijden in groep D worden gespeeld in Spodek in Katowice. De hal biedt plaats aan ruim 11.000 toeschouwers.
|      |           |     | Wedstrijden | Wedstrijden | Sets | Sets |              |
| Rank | Team      | Pts | W           | L           | W    | L    | Kwalificatie |
| ---- | --------- | --- | ----------- | ----------- | ---- | ---- | ------------ |
| 1    | België    | 7   | 3           | 0           | 9    | 4    | Kwartfinale  |
| 2    | Frankrijk | 6   | 2           | 1           | 8    | 5    | Play-offs    |
| 3    | Turkije   | 4   | 1           | 2           | 5    | 7    | Play-offs    |
| 4    | Nederland | 1   | 0           | 3           | 3    | 9    |              |

| Datum        |           | Score |           | Set 1 | Set 2 | Set 3 | Set 4 | Set 5 | Totaal  |
| ------------ | --------- | ----- | --------- | ----- | ----- | ----- | ----- | ----- | ------- |
| 25 aug 17:30 | Nederland | 1–3   | Turkije   | 19–25 | 22–25 | 25–21 | 22–25 |       | 88–96   |
| 25 aug 20:30 | Frankrijk | 2–3   | België    | 22–25 | 25–23 | 21–25 | 25–23 | 12–15 | 105–111 |
| 27 aug 17:30 | Turkije   | 2–3   | België    | 22–25 | 25–22 | 25–21 | 25–27 | 16–18 | 113–113 |
| 27 aug 20:30 | Nederland | 2–3   | Frankrijk | 22–25 | 25–23 | 25–21 | 28–30 | 12–15 | 112–114 |
| 28 aug 17:30 | België    | 3–0   | Nederland | 25-21 | 25-21 | 25-21 |       |       | 75-63   |
| 28 aug 20:30 | Turkije   | 0–3   | Frankrijk | 23–25 | 23–25 | 22–25 |       |       | 68–75   |

## Kampioenschapsronde
De wedstrijden na de groepsfase worden gespeeld in Katowice en Krakau. De halve finale en de finale vinden plaats in Krakau.

### Play-offs
| Datum        |           | Score |          | Set 1 | Set 2 | Set 3 | Set 4 | Set 5 | Totaal |
| ------------ | --------- | ----- | -------- | ----- | ----- | ----- | ----- | ----- | ------ |
| 30 aug 17:30 | Bulgarije | 3–1   | Finland  | 23–25 | 25–21 | 25–11 | 25–12 |       | 98–69  |
| 30 aug 17:30 | Italië    | 3–0   | Turkije  | 25–16 | 25–17 | 31–29 |       |       | 81–62  |
| 30 aug 20:30 | Polen     | 0–3   | Slovenië | 21–25 | 21–25 | 19–25 |       |       | 61–75  |
| 30 aug 20:30 | Frankrijk | 1–3   | Tsjechië | 21–25 | 25–21 | 21–25 | 20–25 |       | 87-96  |

### Kwartfinale
| Datum        |           | Score |           | Set 1 | Set 2 | Set 3 | Set 4 | Set 5 | Totaal |
| ------------ | --------- | ----- | --------- | ----- | ----- | ----- | ----- | ----- | ------ |
| 31 aug 17:30 | Servië    | 3–0   | Bulgarije | 25–21 | 25–22 | 28–26 |       |       | 78–69  |
| 31 aug 17:30 | Duitsland | 3–1   | Tsjechië  | 25–22 | 16–25 | 25–23 | 25–20 |       | 91–90  |
| 31 aug 20:30 | Rusland   | 3–0   | Slovenië  | 25–17 | 25–19 | 25–19 |       |       | 75–55  |
| 31 aug 20:30 | België    | 3–0   | Italië    | 25–21 | 25–11 | 25–23 |       |       | 75–55  |

### Halve finale
| Datum       |         | Score |           | Set 1 | Set 2 | Set 3 | Set 4 | Set 5 | Totaal  |
| ----------- | ------- | ----- | --------- | ----- | ----- | ----- | ----- | ----- | ------- |
| 2 sep 17:30 | Servië  | 2–3   | Duitsland | 26–24 | 25–15 | 18–25 | 25–27 | 13–15 | 107–106 |
| 2 sep 20:30 | Rusland | 3–0   | België    | 25–14 | 25–17 | 25–17 |       |       | 75–48   |

### Kleine finale
| Datum       |        | Score |        | Set 1 | Set 2 | Set 3 | Set 4 | Set 5 | Totaal  |
| ----------- | ------ | ----- | ------ | ----- | ----- | ----- | ----- | ----- | ------- |
| 3 sep 17:30 | Servië | 3–2   | België | 25–17 | 22–25 | 19–25 | 25–22 | 15–12 | 106–101 |

### Finale
| Datum       |           | Score |         | Set 1 | Set 2 | Set 3 | Set 4 | Set 5 | Totaal  |
| ----------- | --------- | ----- | ------- | ----- | ----- | ----- | ----- | ----- | ------- |
| 3 sep 20:30 | Duitsland | 2–3   | Rusland | 19–25 | 25–20 | 22–25 | 25–17 | 13–15 | 104–102 |